# Boek met spelen uit Fleury
Het boek van spelen uit Fleury (Frans:  Livre de Jeux de Fleury  - Orléans, Bibliothèque Municipale MS 201) is een middeleeuwse verzameling van Latijns-Bijbelse drama's daterend van rond het jaar 1200. De verzameling van preken, Bijbelteksten, liturgische drama's, en lofzangen werd samengesteld in de bibliotheek van de abdij Saint Benoît de Fleury, een benedictijns klooster in Saint-Benoît-sur-Loire, Frankrijk.  De werken in het boek worden verteld in een muzikale stijl vergelijkbaar met die van de cantus planus. Het boek bestaat uit in totaal 10 werken, pagina's 176-243 van het manuscript. Het bevindt zich sinds de Franse Revolutie in de Stedelijke Bibliotheek van de Franse stad Orléans. 

## Oorsprong
De oorsprong van het boek is niet bekend, maar het is mogelijk geschreven door meerdere auteurs. Het boek werd aan het einde van de 12e eeuw samengesteld. Hoewel algemeen wordt aanvaard dat de collectie werd vervaardigd in de Abdij van Fleury, zijn de neumen in de muzikale partituur niet vergelijkbaar met andere werken die daar zijn gevonden, noch was de abdij bekend om dergelijke dramatische werken. Beide aanwijzingen suggereren dat het boek elders kan zijn gemaakt. Niettemin werd het manuscript gekopieerd en bewaard in het scriptorium van de abdij, en kunnen we het als een vroeg voorbeeld van een liturgisch drama beschouwen.

## Context
De spelen zijn zowel liturgisch als niet-liturgisch van aard (in het bijzonder die met betrekking tot St. Nicolaas), en konden worden uitgevoerd zowel in het klooster als daarbuiten. Aangezien elk drama te verbinden blijkt te zijn aan een bepaalde feestdag van het liturgisch jaar, is het waarschijnlijk dat de collectie met name een niet-liturgische bestemming had. De spelen waren bedoeld om te worden uitgevoerd, zoals blijkt uit hun structuur, enscenering en effecten.  De teksten hebben betrekking op zowel het Oude Testament en het Nieuwe Testament, met thema's zoals de Tien Geboden en bekering.

## Toneelstukken
De tien werken in het Speelboek van Fleury hebben de volgende volgorde:
- Wonderen van Sinterklaas
  - Tres Filiae (De Drie Dochters)
  - Tres Clerici (De Drie Geestelijken)
  - Iconia Sancti Nicholai (Het beeld van Sinterklaas)
  - Filius Getronis, (De zoon van Getron - het meest populaire Sinterklaasspel)

- Kerstmisspelen 
  - Ordo ad Representandum Herodem (De Dienst met betrekking tot Herodes - over de Geboorte van Christus)
  - Interfectio puerorum (De kindermoord van Bethlehem)

- Paasspelen
  - Visitatio Sepulcri (Dood en herrijzenis van Christus)
  - Peregrinus (De Pilgrim, over de Emmaüsgangers)

- Bekering en wedergeboorte
  - Conversio Sancti Pauli (Sint-Paulus' Bekering)
  - Resuscitatio Lazari (De opwekking van Lazarus)